# Ochotnicza Rezerwa Milicji Obywatelskiej
La Ochotnicza Rezerwa Milicji Obywatelskiej o Riserva dei volontari della Milizia, era un'organizzazione paramilitare e una brigata volontaria di supporto della Milicja Obywatelska. Nota anche come ORMO, fu fondata nella Repubblica Popolare di Polonia subito dopo la conquista del Paese da parte dell'Unione Sovietica nel 1946, e venne sciolta nel 1989 dalla Sejm (dopo il collasso del blocco comunista).
Nel suo periodo massimo, la ORMO aveva circa 400 000–450 000 persone nelle sue riserve (con 600 000 volontari civili), reclutati principalmente tra i membri del Partito Operaio Unificato Polacco, contadini, operai e anche per gran parte tra gli iscritti al Partito Popolare Unito e all'Alleanza dei Democratici. La ORMO veniva spesso coinvolta in arresti illegittimi e violenze contro manifestanti pacifici (incluse donne e giornalisti), come nelle proteste pacifiche organizzate da Solidarność per chiedere la fine del totalitarismo imposto dai sovietici in Polonia.

## Primi anni

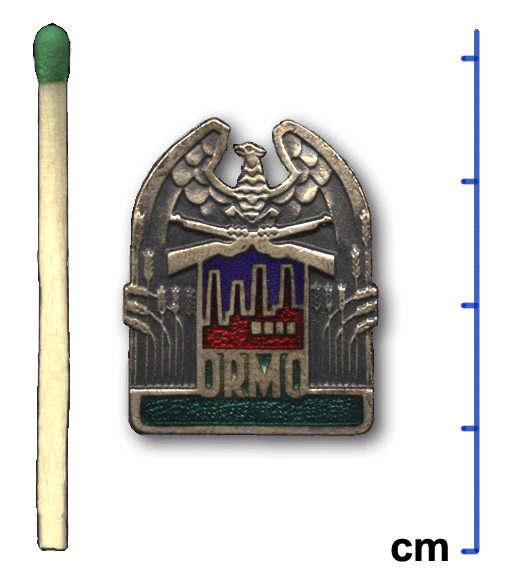
Piccolo bottone di un membro della ORMO che doveva essere indossato sul taschino o sul bavero.

La Ochotnicza Rezerwa Milicji Obywatelskiej fu creata il 21 febbraio del 1946 dal Consiglio Nazionale di Stato sotto gli auspici del Partito dei Lavoratori Polacchi. Fu posta sotto il controllo del Ministero della sicurezza pubblica guidato da Jakub Berman del Politburo. Lo scopo iniziale e principale della ORMO era quello di fornire dei rinforzi urgenti in caso di necessità all'Esercito popolare polacco, ai Corpi di sicurezza interna e alle forze speciali della MO, durante le operazioni contro le manifestazioni anticomuniste tra il 1944 e il 1946. Le nuove unità erano molto piccole, composte da 30 300 uomini armati con fucili e mitra.
La ORMO giocò un ruolo importante nell'organizzazione del primo voto postbellico in Polonia, noto come il referendum del "3 volte sì" del 1946. Gli uomini della ORMO, armati con fucili, vigilarono le entrate a tutti i seggi elettorali ed allontanarono tutti gli osservatori ufficiali, come ordinato. Ripeterono le stesse azioni durante le elezioni legislative del 1947, quando costrinsero i candidati dell'opposizione a stare fuori dalle città usando l'intimidazione e la violenza. In totale, furono schierati in tutto il Paese circa 100 000 funzionari per assicurare la vittoria dei comunisti.
Dopo il 1947, le attività della ORMO divennero più generiche, passando dalla specifica persecuzione politica degli oppositori del regime fino al grande pubblico. La ORMO era infiltrata nelle fabbriche e conduceva ronde tra i possessori di negozi. Confiscava il grano e la carne dai contadini indipendenti, e prese parte ai loro arresti come "nemici dello Stato" assieme alla polizia regolare. Gli informatori ORMO venivano posizionati ovunque all'interno delle industrie nazionalizzate.

## Periodo post-stalinista

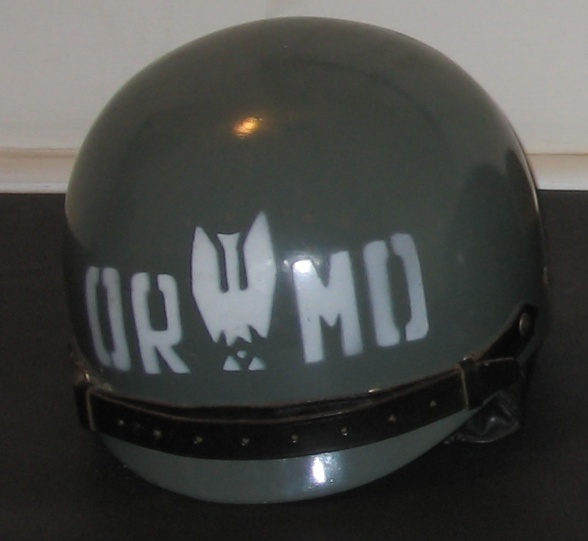
Un elmo della ORMO.

Col tempo, quando la situazione politica in Polonia si era stabilizzata, i fucili mitragliatori postbellici furono sostituiti da armi nascoste. Gli uomini della ORMO non ricevevano salari mensili ma venivano ripagati con regolari bonus monetari e privilegi statali. Ricevevano nuovi appartamenti, tagliandi per auto, vacanze esclusive e l'accesso per le cliniche sanitarie della polizia, come anche migliori posizioni lavorative. Le truppe ORMO venivano profondamente indottrinate e temute dalla popolazione comune.
Un'altra operazione importante della ORMO fu quella durante le proteste nel marzo del 1968, simultaneamente in molte grandi città della Polonia. L'8 marzo a Varsavia– mentre la regolare MO vigilava passivamente sulle proteste degli studenti (in parte per rispetto dell'autonomia dell'Università di Varsavia) – le "squadre operaie" della ORMO fecero irruzione negli edifici armate di manganelli e picchiarono gli studenti nelle classi, lungo i corridoi e nelle hall dell'università. Operazioni simili furono effettuate a Cracovia (14-20 marzo), Lublino, Gliwice, Breslavia (14-16 marzo), Danzica e Poznań. Circa 2 725 persone furono arrestate. Il successo degli attacchi della ORMO alle università come conseguenza del crescente malcontento cittadino (vedere proteste in Polonia del 1970) spinsero il Ministero ad espandere in maniera massiccia i ranghi e le file della ORMO, portandola ad avere nel 1979 più di 450 000 membri.
Il nascente movimento di Solidarność prese i comunisti alla sprovvista. Nel 1981 il numero degli iscritti al sindacato raggiunse i 9,5 milioni, un terzo della popolazione lavorativa della Polonia. In questo caso, le formazioni della ORMO non furono impiegate contro gli operai in sciopero poiché molti dei suoi volontari furono demoralizzati dal risentimento pubblico. Le operazioni di forza furono confinate soltanto nei maggiori centri urbani, ma il numero dei volontari era ormai calò drasticamente. Con la sospensione di Solidarność in seguito all'imposizione della legge marziale nel 1981, tutte le operazioni speciali furono svolte dalla ZOMO e dallo SB. I vari tentativi di ricostruire la ORMO come la forza di autodifesa propria del partito (proposti da Kiszczak) fallirono miseramente. Negli anni successivi molte cellule regionali furono sciolte per la mancanza di volontari. Alla fine, la ORMO fu sciolta definitivamente nel 1989 dalla Sejm.